# Ray Williams (działacz)
Ray Williams (ur. 25 sierpnia 1927 w Bangor, zm. 3 grudnia 2014 w Haverfordwest) – walijski trener i działacz rugby union. Pierwszy oficjalnie opłacany szkoleniowiec rugby na świecie, który położył podwaliny pod „złotą dekadę” walijskiego rugby lat siedemdziesiątych XX wieku, następnie działacz Welsh Rugby Union i przedstawiciel związku w światowych władzach, w młodości aktywny zawodnik.
Grał w rugby na pozycji łącznika ataku dla Loughborough College, London Welsh, Northampton, Moseley, East Midlands i North Wales, uczestniczył także w sprawdzianach walijskiej kadry, drogę do powołania zablokował mu jednak Cliff Morgan, który w latach pięćdziesiątych zdominował tę pozycję.
Ukończył Loughborough College na kierunku wychowanie fizyczne, pracował następnie jako nauczyciel w The King’s School w Peterborough, a także w Central Council for Physical Recreation w regionie Midlands. Wówczas zgłosił się do Rugby Football Union z propozycją utworzenia struktur trenerskich, lecz odmowa krajowego związku spowodowała, iż przy wsparciu związku North Midlands uruchomił ją na szczeblu regionalnym. W tym samym czasie reprezentacja Walii powróciła z południowoafrykańskiego tournée, a wysoka porażka w testmeczu spowodowała powstanie w ramach Welsh Rugby Union komitetu mającego zbadać stan walijskiego rugby i dać rekomendacje co do jego poprawy. Zawiązała się następnie grupa robocza do spraw trenerskich, która zaproponowała utworzenie stanowiska Coaching Organiser, na które Williams został powołany z dniem 1 lipca 1967 roku. Został tym samym pierwszym opłacanym szkoleniowcem rugby na świecie, co RFU uznał za zagrożenie dla amatorskiego statusu gry. Jego pierwszym celem było ustalenie spójnego planu szkoleniowego od poziomu klubów i szkół do związku i organizacji rządowych zajmujących się sportem. Sformułował i opisał umiejętności oraz wymagania tego sportu, a następnie uczył przyszłych trenerów taktyki, techniki i mechaniki gry za pomocą konferencji, seminariów i kursów. Wprowadził także system utrzymywania stałego składu zespołu oraz regularnych sesji treningowych. Jego praca dała podwaliny pod sukcesy walijskiej reprezentacji w latach siedemdziesiątych XX wieku, nazwane następnie „złotą dekadą”.. Kilka lat później Walijczycy mogli poszczycić się liczbą ponad trzystu wykwalifikowanych trenerów, a ich przykład zainspirował inne związki – już w 1969 roku Anglicy na podobne stanowisko mianowali Dona Rutherforda, Williams zaś doradzał i przeprowadzał szkolenia w takich krajach jak Argentyna, Australia, Bahamy, Kanada, Fidżi, Włochy, Nowa Zelandia, Hiszpania, Sri Lanka, USA, Węgry, Litwa i Łotwa.
W 1979 roku zrezygnował z trenerskiej posady, by rok później przewodniczyć obchodom stulecia Welsh Rugby Union, zaś a w latach 1981-1988 pełnił funkcję jego sekretarza. Był następnie dyrektorem Pucharu Świata 1991, a w latach 1993-1997 zasiadał we władzach zarówno walijskiego, jak i światowego związku, na poziomie lokalnym zarządzał natomiast Mid Glamorgan District Rugby Union. Był członkiem National Association of Sports Coaches, został wybrany do UK Coaching Hall of Fame w roku 2002, zaś w 1995 roku otrzymał Order Imperium Brytyjskiego za zasługi dla rugby. W 2014 roku podczas IRB Awards został uhonorowany Vernon Pugh Award for Distinguished Service. Był autorem książek Rugby for beginners (ISBN 978-0-285-62233-3) i Skilful rugby (ISBN 978-0-285-62093-3), a także programów telewizyjnych.
Żonaty z Meg, dwie córki.